# Aチャンネル
『Aチャンネル』（エーチャンネル）は、黒田bbによる漫画作品である。「Aチャン」と略されることもある。芳文社の月刊雑誌『まんがタイムきららキャラット』にて2008年10月号からのゲスト掲載を経て、2008年12月号から2021年1月号まで連載された。『まんがタイムきららキャラット』2010年12月号にてテレビアニメ化が発表され、2011年4月から6月まで放送された。また、2012年と2017年にはOVAも制作された。『まんがタイムきららキャラット』の掲載作品としては初めて最終回掲載号で表紙を飾った作品である。

## 内容
原作者の黒田は女子の学生服を描けるので、学園物の作品にしたいと考えていた。そんな中で、学園ものの『Aチャンネル』は誕生した。『Aチャンネル』は基本的に4コマ漫画が集められた作品である。しかし、単行本には4コマ漫画ではないストーリー漫画も掲載されている。また、黒田は他作品の挿絵も引き受けてイラストレーターとしての活動も行っており、本作の余白にもイラストが描かれている箇所が見られる。なお、単行本5巻までは、余白にイラストや4コマ漫画の補足に当たる絵などが書かれていただけであった。これに対して2015年に発行された単行本6巻や、それ以降の巻では、余白には5巻目までと同様の内容に加えて、他の4コマ漫画とは関係性の薄い1コマ漫画とも言える漫画も掲載されるようになった。
2016年には連載が長期間にわたって続いている関係で、作者自身が過去に作品中に描いた内容を忘れ、過去に描いたネタと同じネタを、新たに思い付いたネタであるかのように錯覚する事態が起きていることを明かした。
作中では、るん、トオル、ユー子、ナギの女子高生4人を中心に、その日常が描かれており、後述のテレビアニメ版のキャッチコピーにも「女子高生4人のハイスクールライフ」といった言葉が含まれる。具体的には、るんを筆頭とする登場人物が日常生活の中で放つ数々の天然ボケに、周囲の人間がツッコむギャグなどが展開されている。他にも、年齢が1つ下のトオルの同級生のユタカやミホが登場し、この6人で一緒に遊ぶ場面も見られるように、連載が進むにつれ、人間関係に広がりが出てきた。
なお、主役のるんは、元々は少しドジな不思議なキャラクター程度にする予定だったものの、描き始めると電波系キャラクターになってしまったと作者は述べている。その後、OVAの企画会議の際にケイ子の登場が決まり、原作漫画にも登場し始めたように、原作の漫画以外が原作漫画に影響を与えたこともある。

## 登場人物
登場人物の名前は、作中では姓か名のどちらかのみが呼称されている。
「声」はテレビアニメ版の声優である。

### 主要人物
るん / 百木 るん（ももき るん）
声 - 福原香織
本作の主人公。3月3日生まれ。16歳。身長158cm。家族構成は父、母、兄2人。兄は2人ともすでに自立しているが、かつては2人でるんのボディガードをしていたらしく、現在も毎日るんに電話するくらいの重度のシスコンらしい。
葵ヶ丘高校の2年4組所属で、教室での席の位置は、最後列かつ最も窓側の列。セミロングの金髪で、胸はC〜Dカップ。前髪の中央を上げて、2本のヘアピンを「×」の形状にして留めており、おでこが見えるようにしている。くせ毛があり、ピンで留めた所からは、髪が「アホ毛」のように逆立っている。
女の子らしい服を好んで着る傾向があり、外出時のみならず自宅でもスカートを履いていることが多い。
天真爛漫かつ、明るく誰にでも優しい性格で、男女問わず人気がある。女の子ながら虫やオバケを怖がらなかったり、妄想に夢中になるなど、物事を理解する尺度が常人とズレており、周囲の人間をよく困惑させる。
天然ボケかつドジっ娘であり、よく周囲に突っ込まれる。忘れ物をすることも多い（ノーパンだったこともある）。ひとたびドジをすると焦りだし、段々とドツボに陥いる。浴槽に頭をぶつけておかしくなったこともある。
睡眠時間が長く、授業中でも居眠りすることがある。一旦眠り込むと、容易には目を覚まさない。学校の図書室などにも滅多に近寄らず、勉強も苦手な方だが、本気になると高い集中力を発揮し、受験勉強の際には必死に勉強して成績を上げた（受験については後述）。
絵が下手で、トオルとの交換日誌の絵しりとりで描いたシマウマが動物かどうかさえ理解されないほど。人形作りもデザインに問題があり、リスを作ってナギにプレゼントしようと彼女の机の上に置いたところ、呪いの人形と勘違いされたこともある。だが、折鶴を肉眼では判別しづらいほど小さなサイズで完璧に折ったり、非常に良く出来た形のウサギ型のりんごを作るなど、決して不器用ではない。
好きな動物は鳥で、その理由は「美味しいから｣である。その位に肉全般を好んで食し、肉を焼く時の「ジュ〜」という音を携帯電話の着信音にしている位である。寿司も好物で、食事代の問題さえなければ回転寿司で何十皿でも食べられる。
当初は「二高」に進学するつもりでいたものの、トオルが自分と同じ高校に進学したがっていることを母親に話したところ、頭の良いトオルが娘のせいで学力面で劣る二高を受験しようとしていることに対して申し訳なく思った母親から「もっと上の高校にしなさい」と言われ、合格したら神戸牛の食べ放題に連れていってもらうという条件下で、葵ヶ丘高校を受験し、合格した。
トオル / 一井 透（いちい とおる）
声 - 悠木碧
12月12日生まれ。15歳。身長141cm。家族構成は父、母、猫。両親は共働きである。
葵ヶ丘高校の1年7組所属で、教室での席の位置は、最後列かつ窓側から2番目の列。クラスでの素行は良く、教諭や周囲からも信頼されている。
身長は母親より大幅に低いものの、顔は母親似で、黒髪をセミロングにしており、頭頂部にはウニの殻を思わせるクセがある。Sサイズの服でも大きく、また、せめてブラジャーを必要とする程度のバストサイズは欲しいと夢想したり、身長が伸びて欲しいと願掛けするなど、自身の身体を「貧相」と評し、自身の体格や体型にコンプレックスを抱いている。普段から手が隠れるほどのセーターを着ており、夏場でも「貧相な体を見られたくない」と脱ごうとしなかった。しかし、るんに脱がされそうになったため、以後夏場は同じ色のサマーセーターを着用している。現在でもスリーサイズは、るんが小学校の頃に着ていた水着がぴったり合ったり、自分が小学校の時に着ていた水着が着られるなど、あまり小学生の時点から変わっていない。
幼馴染のるんのことが大好きで、高校生活を一緒に過ごすためにるんと同じ葵ヶ丘高校に入学した。毎朝るんの家へ彼女を迎えに行き、一緒に徒歩と鉄道で通学している。年下ながら半ばるんの保護者的存在。
るんが自分やユー子・ナギ以外の人と仲良くすることをあまり良く思わず、上級生、同級生、教諭問わず、るんに近付く者に対しては容赦なく敵意を向けることもある。特に校内の男子学生がるんに近づいた際は、校内に隠し置いてある金属バットを振り回して、追い払ったりしていた。しかし、連載が進むにつれて、少なくとも表面的にはこのような描写は見られなくなった。
るんより1年遅れで入学したため、学年の違いからるんと学校生活を一緒に楽しむ機会が少ないことに若干不満を抱いている。連載開始当初のトオルは、るん以外の人物に興味を持たず、ユタカのアプローチをことごとく無視していたが、ナギやユー子達と触れ合ううちに徐々に周りとも打ち解けてゆき、ユタカやミホとも良好な関係を築いていった。
中学2年生の頃にるんの高校受験の家庭教師をするほど頭が良く、時々ユタカにスパルタ教育風に勉強を教えている。また英語での簡単な応対も可能で、英語で道案内をしたこともある。このように学校で習う科目は概ねこなすものの、音痴である。
普段はクールに見られることがあるものの、実際は照れ屋である。
甘い食物全般が好物で、辛い食物は苦手で、猫舌でもある。るん程ではないが、山盛りパンケーキを1人で平らげる等、体に似合わず健啖である。なお、トオル自身は簡単な料理なら作れる。
比較的大きなマンションの6階、道路側から見て最も左の部屋に家族と住んでいて、家では「炭酸」と命名された猫を飼育している。
現在のトオルも近所の老人達からも可愛がられ、歩く毎に菓子を多数もらっている。一方でトオル自身も子供が好きで、ハロウィンの時期には、トオルが子供にお菓子を配っていた。
現在のトオルは年齢以上にしっかりしているのに対して、幼少時は気弱で泣き虫な性格で、常にるんに頼っていた。また疑うことを知らない純粋な子供だったらしく、るんにはよく当時の話をネタにされる。トオル本人は当時のことを忘れたがっており、その話をされると非常に慌てる。
ナギ / 天王寺 渚（てんのうじ なぎさ）
声 - 内山夕実
9月26日生まれ。16歳。身長158cm。家族構成は父、母、兄。兄のことを、家では「お兄ちゃん」、外では「兄貴」と呼称を変えている。父親は相当の親馬鹿であるらしく、彼の常軌を逸した行動や言動に、ナギは毎度頭を悩ませている。
葵ヶ丘高校の2年4組所属で、教室での席は、最前列・左端列のいずれよりも2番目。加えて、幽霊部員ながら演劇部にも所属している。重度の近視で普段は眼鏡をかけている。胸のサイズはBカップ。普段は茶髪を、おさげにしている。髪を結わずに眼鏡を外すと見違えるような美少女に変貌するものの、それを見た父親が「綺麗になった」と号泣して鬱陶しかったため、それ以来髪型をあまり変えない。
ボーイッシュな私服が比較的多い。寒さが苦手で、夏期制服では長袖のカーディガンを腰に巻き、冬期に至っては寒くなければ何でも良いとのこと。なお、寒さだけではなく、暑さも苦手としている。
低血圧で朝に弱く、しばしば二度寝する。連載初期はまともに見えた性格も、温度が快適な場所から動こうとしなかったり、将来は寝て過ごしたいと考えているなど、連載が続くにつれてダメ人間ぶりが強調されていった。なお、酷い方向音痴でもある。
減量を抱負にしているものの、連休中は出不精で、家から出なくて済むからと通信販売を利用し、寝ながら2リットル入りのジュースを飲んだり、つまみ喰いなどで間食することがあるだけでなく、ストレスが溜まると過食する傾向が見られる上に、食事制限や定期的な運動を嫌い、減量に成功していない。このためか体重や体型の話には感情的になる。
ツッコミ役で、普段は他の3人のボケに対して冷静に突っ込むが、限度を超えたボケには激しいツッコミをする場合もある。
クールな性格で通しているものの、かわいい物が大好きでもある。好きな動物はリス。これに対して、虫は苦手である。
自宅は一軒家で、学校より徒歩10分の比較的近い位置にある。4人の中では最も学校に近い場所に住んでおり、いわばるん・トオルとユー子のそれぞれの自宅に挟まれた位置関係である。
るんの奇行を入学当初に目撃し、るんを避けていたが、ユー子の紹介で交友関係が始まった。
ユー子 / 西 由宇子（にし ゆうこ）
声 - 寿美菜子
5月24日生まれ。16歳。身長168cm。家族構成は父、母、妹。姉妹仲は良好で、妹のケイ子からは「ゆぅちゃん」と呼ばれており、姉妹で服の貸し借りもしている。親は大企業に勤めており、自宅はその社宅。るん及びトオルと同じく電車通学だが、彼女達とは方向が逆である。
葵ヶ丘高校の2年4組所属。関西出身で、高校受験の頃に親の転勤により引っ越して来たため、関西弁を話す。一人称は「ウチ」。
教室での席の位置はるんの隣。高校受験の時もるんの隣で、彼女の鉛筆の芯が折れて飛び、顔面に直撃したことで知り合った。ナギとは入試後に引っ越して来て、学校の周辺を散歩しているうちに道に迷い、彼女に声をかけたことで知り合った。
腰まで届くロングの黒髪が特徴で、髪を束ねることは通常せず、体育の授業や外出時もそのままにしている。
主要メンバーの4人の中では最も高身長であり、スリーサイズは上から88・56・87cmで、胸は高校2年生の当初でEカップだったが、その後、さらに成長している。周囲からは体型を羨ましがられているものの、本人は高い身長や大きな胸にコンプレックスを感じている節がある。なお、トオルからは事あるごとに胸を弄られている。
私服はパンツルックが多く、ラインが綺麗な服を好む。
怖い事物が苦手で、怪談やホラーを嫌がり、後ろに幽霊がいると言われただけで叫び出すほど。さらに、虫も嫌いで、悲鳴を上げて逃げ出す場合もある。加えて、幼い頃から今に至るまで、高所恐怖症でもある。
また、注意力に問題があり、勘違いが多い上に、心配性で、弱気な性格なため、トオルとナギによくからかわれるいじられ役であり、るんからもツッコまれるほど。その上、どういうわけか何かと不運に見舞われたり酷い目に遭うことが多く、トオルとナギからは「災難除け」の御守りを持つことを勧められる位である。さらにドジな面も数多く見せ、るん程ではないが若干天然ボケの部分もある。Hなことは苦手だと言っているが、言動とは裏腹にかなり興味があるようで、ナギとトオルがエロ本を持ってきた際には「やめてよ!」と言いながらも、食い入るように読んでいた。
反面、運動が得意で、歌も上手く、家事全般をそつなくこなし、特に料理は得意で、高校に持って行く弁当も毎日自作できるなど、特技も有する。
連載初期では、るんと仲良くしていると、トオルによってユー子がみぞおちを殴られる描写もあった。しかし、連載が進むにつれてそのような描写は見られなくなった。

### 1年生コンビ
ユタカ / 今井 豊（いまい ゆたか）
声 - 又吉愛
10月9日生まれ。身長154cm。
トオルと同じく、葵ヶ丘高校の1年7組所属。なお、高校入学後に転居したものの、同じ高校へ通学し続けている。糸目で茶髪のセミロング。重度の近視のため普段はコンタクトレンズを装着しており、裸眼では至近距離でないと本すら読めない。童顔だがスタイルは中々良く、胸が大きい。糸目が開くと美少女である。
同級生のトオルやミホを始め、誰に対しても分け隔てなく、砕けた敬語で話す。物事を常に良い方向に考える思考パターンの持ち主であることが、ユタカの思慮を欠いた行動につながる側面がある。
トオルのファンで、彼女のことを「トオルン」と呼ぶ。以前からトオルと話す機会を探していて、席が隣であるトオルに教科書を見せてもらって以来、トオルに付きまとうようになった。自身の馴れ馴れしい言動を、トオルが嫌っていることに気付いていない様子で、暴走してはミホに叱責されている。しかし、馴れ馴れしい言動に呆れられつつも、連載が進むにつれてトオルと打ち解けていった。物覚えが悪く、時々トオルが勉強を教えている。
ミホ / 野山 美歩（のやま みほ）
声 - 斎藤桃子
4月5日生まれ。身長156cm。
トオルと同じ葵ヶ丘高校の1年7組所属で、教室での席の位置は、最前列から2列目・左端列より4列目。黒髪のロングヘアだが、前髪は短く切っている。ユタカからは「ミポリン」と呼ばれており、貧乳を指摘されることもある。
ユタカとは中学校からの友人で、ミホは「腐れ縁」だと考えている。ユタカと同様にトオルのファンで、トオルのことを「トオルさん」と呼ぶ。ユタカとは違いある程度距離を置いて接しており、トオルに付きまとっては暴走するユタカをきついツッコミで諭している。従前より暴走しがちなユタカを御してきたことから、中学時代のミホのあだ名は「リモコン」であった。
カフェでアルバイトをしており、お喋りでうるさい環境でも注文を聞き取った事からナギやユー子に「できる子」と評価されている。一方で仕事中にお客の前でユタカに（癇にさわる態度と言い方をしたとはいえ）制裁を加えるなど不用心な一面もある。また料理は苦手。プロレス観戦が趣味で、ユタカに対するツッコミの際にはよく関節技を使う。しかし、ユタカが特に何かやらかした訳ではないのに、ユタカに触れると思わず技を決めてしまう場合もある。

### 教師陣
鬼頭先生 / 鬼頭 紀美子（きとう きみこ）
声 - 茅原実里
8月1日生まれ。身長173cm。家族構成は父、母、祖母。
女性の数学教師で、トオルのクラス1年7組の担任を務めている。
真面目で生徒想いで厳しい教師であり、生徒達から恐れられている側面もある。一方で、一部の生徒達からは慕われているものの、生徒に構うと度が過ぎて暑苦しくなってしまうこともよくあり、ナギやユー子にとっては苦手な人物である。また当初、佐藤先生とは犬猿の仲で、しばしば口喧嘩をしたものの、それについては変化が見られる。
抜群のプロポーションを誇り、特に胸はユー子以上に大きい。また、かつて体育教師志望だった鬼頭は、生徒に何かあった時のために常に体を鍛えており、鎌手先生ならば1人で軽々と持ち上げられ、さらには、るん達4人がかりでも運ぶのに苦労した発作で倒れた佐藤先生すらも1人で持ち上げる腕力を発揮した。
ネコ好きであり、道端で拾ったネコを、アレキサンドライトと命名し、自宅で飼育している。
趣味はポエム創作で、思い付いてはポエム日誌に書いている。ポエムの創作は他人に内緒だが、鎌手先生には知られている。
鎌手先生 / 鎌手 多季（かまて たき）
声 - 沢城みゆき
11月11日生まれ。身長154cm。1人暮らし。
女性の体育教師で、るん達のクラス2年4組の担任を務めている。
酒好きな上に、学校では無気力でいつもジャージ姿でいる。担任する生徒の名前すら覚えておらず、ほとんど「君（きみ）」で通している。
前述の通り、鬼頭先生とは正反対の性格をしており、生徒が自らの指示に従ったりなどしなくても、事あるごとに「まっ、いっか」と考えて生徒を注意しないことが多い。ただ、相手の事情を汲んで的確な指導をすることもあるので、生徒からの人望は少なからずあり、複数の生徒が訪ねてくる。
鬼頭先生のポエムのことを知っており、それをネタにパシリに使うこともあった。ポエムをネタにした脅迫以外にも、鬼頭先生を言いくるめて食事を奢らせたりしている。ネコが苦手で、町を歩く際には遠回りしてでもペットショップを避けるなど、ネコを避ける行動を取っている。
佐藤先生 / 佐藤 幸世（さとう さちよ）
声 - 小野大輔
1月29日生まれ。身長184cm。1人暮らし。
新しく葵ヶ丘高校に赴任してきた男性の養護教諭。
身体が弱く、薬の服用を怠ると息が荒くなったり、発作で倒れたりする。普段から派手な柄のシャツを着用している。鬼頭先生とは当初は仲が悪く、しばしば口喧嘩をしたものの、それについては変化が見られる。
ドMで妙な性癖を持ち、本人曰く「刺激がたまらない」ためケーキやチョコレートにワサビを入れても平然と食べる。また、悲しい歌や、辛く重い歌を歌わせると上手い。言動も気持ち悪いため、ナギのように、彼を嫌厭する生徒もいる。一方で、顔立ちは整っており、バレンタインデーには女子生徒から大量にチョコレートをもらうなど、一定の人気はある。
おでこが綺麗なるんのことを気に入っていて、よくアプローチしているが、当の本人には気付かれていない。ただ、興味があるのはあくまで「るんのおでこ」であり、前髪を下ろした彼女とすれ違った際は、彼女がるんだと気付かなかった。トオルの髪のクセがウニに見えたため、トオルのことを「ウニちゃん」と呼ぶ。
体育教師
声 - 松嵜麗

### その他
炭酸（たんさん）
声 - 田村睦心
トオルが拾った、ネコの子供で、体毛は白い。名付け親はるんで、トオルと複数の炭酸飲料が提供されているドリンクバーが設置された飲食店で名前の話をしていた際に、ドリンクバーで炭酸飲料を全種類ミックスした時に閃いて付けた。
トオルに大変なつき、毎朝登校する時に家に置いていくのに一苦労している。以前はトオルと一緒に寝ていたようだが、こたつがトオルの家に来てからは、こたつに入り浸るようになり、夜にトオルの布団に入らなくなった。
アレキサンドライト
鬼頭先生が道端で拾い、飼育しているネコで、炭酸よりも大きなネコであるばかりか、近所に住む他のネコと比べても体格の大きなネコである。ただし、体毛の関係で、体格以上に大きく見える側面がある。なお、体毛は少なくとも2色あり、単色ではない。
しばしば鬼頭先生の自宅から出歩いており、るん達には「アレキさん」と呼ばれることもある。
るんの母親
声 - 水谷優子
るんと同じく色素は薄い。髪はセミロングであり、前髪を下ろしたるんにそっくりで、母娘で服の貸し借りもしている。娘のるんの扱いは手馴れており、るんと同じ偏差値の高くない高校を受験しようとしたトオルを案じて、るんに対して神戸牛をエサに葵ヶ丘高校を受けさせるなど、るんに対してアメとムチを使い分ける。
トオルの母親
声 - 折笠愛
黒髪のショートボブで、背が伸びたトオルといった容姿のキャリアウーマン。母の日に娘に「若さ」が欲しいと言ったように、自身の年齢や容姿の変化（顔のしわなど）を非常に気にしており、自身より年上なのに若々しいるんの母に若干コンプレックスを抱いている。
なお、トオルの母親の母親、つまり、トオルの母方の祖母は存命だが、同居はしていない。
ケイ子
声 - 井口裕香
ユー子の妹で、姉からは「けぃ」と呼ばれている。黒田bbによれば、元々登場させるつもりはなかったものの、OVAの企画会議の際に新キャラクターを追加することが決定し、ケイ子をOVAに登場させることになったとのこと。その後、原作3巻以降にも登場している。
中学生で、生徒会役員も務めている。
姉のユー子より身長こそ低いものの、姉に似てスタイルも良く、ユー子と同様に心配性である。また、虫が苦手だったり、関西弁を話すなど、他にも姉妹で共通点が見られる。一方で、姉妹で服の貸し借りができる体格ながら、普段はパンツスタイルにしないなど、姉とは服の好みに差異もある。さらに、姉には「暑がり」だと評されているように、姉妹で相違点も見られる。
姉を自慢に思っている節も見られるが、お姉ちゃん子を抜け出したいと考えている。姉妹仲は良好だが、姉のやらかすドジなどには呆れている。
ヒラちゃん
声 - MAKO
るんの中学時代の友人で、トオルとは中学校時代から知り合っていた。るん達とは違う高校へ通っているものの、時々会うため、ナギとは顔見知りになった。ヒラちゃんは、ツッコミ役のナギがお気に入りのようである。また、ヒラちゃんが勝手に葵ヶ丘高校へ上り込んだ際に、るんの紹介でユーコとも知り合った。
赤紫色のロングヘアの持ち主で、フリルの付いた服が好きとの設定が存在し、そのような服を着た姿も見られる。
身体の柔軟性が高いことは、自他共に認める特技である。一方で、早口で話されると聴き取り切れなかったり、猫舌で、熱い飲み物は苦手であったりと、色々な弱点が存在する。
るんと似た者同士と言われたことすらあるものの、るん以上の不思議ちゃんで、2人が並んでいる際に傍から見ると、るんがまともに見えるほど。ただ、押しの強い面も持つ。
マリ
声 - 河野マリナ
るん、ユー子、ナギの3人と同じく、葵ヶ丘高校の2年4組所属の生徒である。アニメに登場したキャラクターで、教室での席の位置は、最前列から4列目・左端列より4列目。
チカコ
「Ach通信」と言う読者コーナーに登場するキャラクター。本人いわく「未来は大物ジャーナリスト」。

## 舞台
現代の関東地方を主要な舞台とした作品である。なお、作中の年代がいつなのか明記されていないものの、るん達が高校2年生以上の段階でスカイツリーが開業しており、展望台にも登れたことが明らかになったため、ある程度ながら年代が特定された。
葵ヶ丘高等学校
るん達が通う学校である。校庭を取り囲むように校舎や講堂が建っており、水泳用プールも備えている。校舎は2年生の教室、職員室、保健室、学食がある棟（本校舎）と、1・3年生の教室がある棟（1・3年校舎）に分かれており、1階が側壁を欠いた渡り廊下によって繋がっている。
昇降口は生徒と職員に共通で、本校舎と正門の間に受付と比較的大きな購買部のある建物を備える。講堂の付近には、雨避けのパラソルを備えたテーブルや椅子がある。屋上には緑地があり、それを背にしてベンチも設けられている。晴天時に、るん達4人は、ほぼここで昼食を摂っている。

## 書誌情報

### 単行本
- 黒田bb 『Aチャンネル』 芳文社〈まんがタイムKRコミックス〉、全11巻[204]
  1. 2009年12月26日発売、ISBN 978-4-8322-7876-9
  2. 2011年3月26日発売、ISBN 978-4-8322-4007-0
  3. 2012年3月27日発売、ISBN 978-4-8322-4127-5
  4. 2013年2月27日発売、ISBN 978-4-8322-4265-4
  5. 2014年2月27日発売、ISBN 978-4-8322-4408-5
  6. 2015年3月27日発売、ISBN 978-4-8322-4544-0
  7. 2016年3月26日発売、ISBN 978-4-8322-4677-5
  8. 2017年3月27日発売、ISBN 978-4-8322-4816-8
  9. 2018年5月26日発売、ISBN 978-4-8322-4948-6
  10. 2019年10月25日発売、ISBN 978-4-8322-7128-9
  11. 2020年12月25日発売、ISBN 978-4-8322-7236-1

### 関連書籍
- 『Aチャンネルアンソロジーコミック』 芳文社〈まんがタイムKRコミックス〉、2011年6月27日発売[205]、ISBN 978-4-8322-4043-8
- 黒田bb 『Aチャンネル.zip 『Aチャンネル』ビジュアルファンブック』 芳文社〈まんがタイムKRコミックス〉、2011年7月27日発売[206]、ISBN 978-4-8322-4050-6
- 黒田bb（原作） / まんがタイムきらら（編） 『Aチャンネル TVアニメ公式ガイドブック -colorful days collection-』 芳文社〈まんがタイムKRコミックス〉、2011年8月27日発売[207]、ISBN 978-4-8322-4060-5
- 『baby blue 黒田bbイラストコレクション』2021年1月27日発売[208]、ISBN 978-4-8322-7247-7

## テレビアニメ
| 原作                            | 黒田bb（芳文社 「まんがタイムきららキャラット」連載）                   |
| 監督                            | 小野学                                                                  |
| 助監督                          | セトウケンジ                                                            |
| シリーズ構成・脚本              | 浦畑達彦                                                                |
| キャラクターデザイン 総作画監督 | 佐々木政勝                                                              |
| デザインワークス                | 三股浩史                                                                |
| 美術監督                        | 松本浩樹                                                                |
| 色彩設計                        | 甲斐けいこ、池田ひとみ                                                  |
| 撮影監督                        | 林コージロー                                                            |
| 編集                            | 三嶋章紀                                                                |
| CGプロデューサー                | 松浦裕暁                                                                |
| CGディレクター                  | 田中臥竜                                                                |
| 音響監督                        | 鶴岡陽太                                                                |
| 音楽                            | 神前暁                                                                  |
| 音楽プロデューサー              | 山内真治                                                                |
| 音楽制作                        | アニプレックス                                                          |
| プロデューサー                  | 岩上敦宏 柏田真一郎（OVA） 小林宏之、遠藤哲哉 丸山博雄、前田俊博（OVA） |
| アニメーションプロデューサー    | 柴田知典                                                                |
| アニメーション制作              | Studio五組                                                              |
| 製作                            | Aチャンネル委員会、毎日放送                                             |

元GONZO第5スタジオのスタッフによる制作会社「Studio五組」のテレビシリーズ初元請作品であり、同社が独立する前に制作した『咲-Saki-』のスタッフが多く参加している。キャッチコピーは「女子高生4人のキュートでユルユルなハイスクールライフ!」。全12話で、タイトルロゴには「Aチャンネル A-CHANNEL THE ANIMATION」と表記されている。2011年4月から6月にかけて、毎日放送などで放送された。
各話で異なる劇中歌を流し、第7話以外ではその際の画面下に劇中歌の歌詞を表示するという演出を行っている。劇中歌は、番組公式サイトでも聴くことができる。
本作のオープニングテーマ曲を歌った河野マリナは、本作でメジャーデビューした。
次回予告は、毎回ユタカとミホが掛け合いを行なう形で行われ、本編未登場でも次回予告のナレーションで出演している場合は、その回のEDのスタッフロールにクレジットされている。
番組Twitterに書き込んだ者を対象に、るん、トオル、ナギ、ユー子のデスクトップウィジェットが番組ホームページで公開されている。

### 主題歌
オープニングテーマ「Morning Arch」
作詞 - こだまさおり / 作曲・編曲 - 神前暁 / 歌 - 河野マリナ
エンディングテーマ「ハミングガール」（第1話 - 第11話）
作詞 - こだまさおり / 作曲・編曲 - 神前暁 / 歌 - るん（福原香織）、トオル（悠木碧）、ナギ（内山夕実）、ユー子（寿美菜子）

### 劇中歌
「はるかぜの化学」（第1話、第12話〈※エンディングテーマ曲として使用〉）
作詞 - 古谷頁 / 作曲 - クマロボ / 編曲 - yamazo / 歌 - るん（福原香織）、トオル（悠木碧）、ナギ（内山夕実）、ユー子（寿美菜子）
「Start」（第2話）
作詞 - 石川智絵、yamazo / 作曲・編曲 - yamazo / 歌 - るん（福原香織）、トオル（悠木碧）、ナギ（内山夕実）、ユー子（寿美菜子）
「ぎゅっとして欲しいんだ」（第3話）
作詞・作曲 - hanawaya / 編曲 - 流歌 / 歌 - トオル（悠木碧）
「Summer dream syndrome」（第4話）
作詞 - カワムラユキ / 作曲 - やしきん / 編曲 - 流歌、やしきん / 歌 - るん（福原香織）
「Mermaid Sisters」（第5話）
作詞 - 古屋真 / 作曲・編曲 - オオヤギヒロオ / 歌 - ユー子（寿美菜子）
「探検のススメ」（第6話）
作詞 - コツキミヤ / 作曲 - 堀江晶太、流歌 / 編曲 - 流歌 / 歌 - ナギ（内山夕実）
「Summer breeze」（第7話）
作詞・作曲・編曲 - TSUKASA / 歌 - ユー子（寿美菜子）
「オチャメロディカルビューティバンバン」（第7話）
作詞 - 古屋真 / 作曲 - TSUKASA / 編曲 - ACOMPANAR / 歌 - るん（福原香織）
「恋一夜夢一夜」（第7話）
作詞・作曲・編曲 - 磯崎健史 / 歌 - ナギ（内山夕実）
「ともだち」（第7話）
作詞 - コツキミヤ / 作曲・編曲 - 流歌 / 歌 - るん（福原香織）、トオル（悠木碧）
「君の手」（第7話）
作詞・作曲・編曲 - ACOMPANAR / 歌 - 佐藤先生（小野大輔）
「翼はないけど」（第8話）
作詞・作曲 - arata / 編曲 - yamazo / 歌 - るん（福原香織）、トオル（悠木碧）
「オカシナ時間」（第9話）
作詞 - RUCCA / 作曲・編曲 - 流歌 / 歌 - るん（福原香織）、トオル（悠木碧）、ナギ（内山夕実）、ユー子（寿美菜子）
「Happy Snow」（第10話）
作詞 - yamazo、石川智絵 / 作曲・編曲 - yamazo / 歌 - るん（福原香織）、トオル（悠木碧）、ナギ（内山夕実）、ユー子（寿美菜子）
「きっと ずっと もっと」（第11話）
作詞・作曲 - hanawaya / 編曲 - yamazo / 歌 - トオル（悠木碧）
「未確認飛行ガール」（第12話）
作詞 - コツキミヤ / 作曲・編曲 - 流歌 / 歌 - ナギ（内山夕実）、ユー子（寿美菜子）

### 各話リスト
| 話数       | サブタイトル                        | 絵コンテ     | 演出           | 作画監督                          |
| ---------- | ----------------------------------- | ------------ | -------------- | --------------------------------- |
| Channel 1  | 好き An April day                   | 小野学       | 小野学         | 佐々木政勝                        |
| Channel 2  | 雨の日はお風呂 As rain fell         | セトウケンジ | セトウケンジ   | 藤崎賢二                          |
| Channel 3  | 同級生 All good to go               | 稲井仁       | 北條史也       | 大田謙治                          |
| Channel 4  | きろぐらむ Attention to your weight | 渡邊哲哉     | イシグロブヘイ | 海堂ヒロユキ 杉藤さゆり           |
| Channel 5  | 海 An ocean far away                | 小野学       | セトウケンジ   | 沈宏                              |
| Channel 6  | 真夏の夜の… A school in summer      | 追崎史敏     | 高橋正典       | 小池智史                          |
| Channel 7  | 夏祭り August's end                 | 佐藤雄助     | 北條史也       | 片岡英之                          |
| Channel 8  | 新学期 Abnormal circumstance        | 渡邊哲哉     | 駒井一也       | 杉藤さゆり                        |
| Channel 9  | プレゼント Abstract art             | 稲井仁       | 羽生尚靖       | 大舘康二                          |
| Channel 10 | 炭酸 Act up                         | 小島正幸     | 博史池畠       | 水上ろんど、酒井孝裕 横松雄馬     |
| Channel 11 | たんじょうび Allow me               | セトウケンジ | セトウケンジ   | 沈宏、片岡英之 杉藤さゆり、興石暁 |
| Channel 12 | 宇宙人 Anytime                      | 小野学       | 菊池勝也       | 佐々木政勝                        |

### 放送局
| 放送地域   | 放送局             | 放送期間                | 放送日時                     | 放送系列   | 備考                                        |
| ---------- | ------------------ | ----------------------- | ---------------------------- | ---------- | ------------------------------------------- |
| 近畿広域圏 | 毎日放送           | 2011年4月8日 - 6月24日  | 金曜 1:40 - 2:10（木曜深夜） | TBS系列    | 製作局 字幕放送                             |
| 関東広域圏 | TBSテレビ          | 2011年4月9日 - 6月25日  | 土曜 1:55 - 2:25（金曜深夜） | TBS系列    | 字幕放送                                    |
| 中京広域圏 | 中部日本放送       | 2011年4月14日 - 6月30日 | 木曜 2:00 - 2:30（水曜深夜） | TBS系列    |                                             |
| 日本全域   | アニマックス       | 2011年4月18日 - 7月11日 | 月曜 22:00 - 22:30           | CS放送     | 宣伝協力 『LEVEL22』枠ほか リピート放送あり |
| 日本全域   | ニコニコチャンネル | 2011年4月19日 - 7月4日  | 火曜 1:30 更新（月曜深夜）   | ネット配信 |                                             |
| 日本全域   | ShowTime           | 2011年4月20日 - 7月5日  | 水曜 更新                    | ネット配信 |                                             |
| 日本全域   | AT-X               | 2016年4月27日 - 7月13日 | 水曜 0:00 - 0:30（火曜深夜） | CS放送     | リピート放送あり                            |
| 日本全域   | BS松竹東急         | 2024年4月3日 - 6月21日  | 水曜 23:30 - 木曜 0:00       | BS放送     | 字幕放送                                    |

### 関連商品

#### BD/DVD
全てアニプレックスより発売された。
| 巻 | 発売日         | 収録話          | 規格品番  | 規格品番  | 規格品番  |
| 巻 | 発売日         | 収録話          | BD限定版  | DVD限定版 | DVD通常版 |
| -- | -------------- | --------------- | --------- | --------- | --------- |
| 1  | 2011年5月25日  | 第1話 - 第2話   | ANZX-9871 | ANZB-9871 | ANSB-9871 |
| 2  | 2011年6月22日  | 第3話 - 第4話   | ANZX-9873 | ANZB-9873 | ANSB-9873 |
| 3  | 2011年7月27日  | 第5話 - 第6話   | ANZX-9875 | ANZB-9875 | ANSB-9875 |
| 4  | 2011年8月24日  | 第7話 - 第8話   | ANZX-9877 | ANZB-9877 | ANSB-9877 |
| 5  | 2011年9月21日  | 第9話 - 第10話  | ANZX-9879 | ANZB-9879 | ANSB-9879 |
| 6  | 2011年10月26日 | 第11話 - 第12話 | ANZX-9881 | ANZB-9881 | ANSB-9881 |

##### 限定版（BD/DVD共通）特典
- 黒田bb描き下ろしBDデジパック+三方背クリアケース仕様
- 特典CD（収録曲は下表参照）
- スペシャルブックレット
- スーパーピクチャーレーベル仕様
- オーディオコメンタリー（各話により出演キャストは異なる）
- イベントダイジェスト映像（第6巻のみ）

| 巻 | 巻別特典                                                                | 特典CD収録曲                                                                   | 特典CD品番 | 特典CD品番 |
| 巻 | 巻別特典                                                                | 特典CD収録曲                                                                   | BD         | DVD        |
| -- | ----------------------------------------------------------------------- | ------------------------------------------------------------------------------ | ---------- | ---------- |
| 1  | 佐々木政勝、島田フミカネ描き下ろしピンナップ ノンクレジットエンディング | エンディングテーマ Channel 1劇中歌 Channel 2劇中歌 及び各曲off vocalバージョン | ANZX-9872  | ANZB-9872  |
| 2  | 佐々木政勝、原悠衣描き下ろしピンナップ                                  | Channel 3劇中歌 Channel 4劇中歌 及び各曲off vocalバージョン                    | ANZX-9874  | ANZB-9874  |
| 3  | 佐々木政勝、蒼樹うめ描き下ろしピンナップ                                | Channel 5劇中歌 Channel 6劇中歌 及び各曲off vocalバージョン                    | ANZX-9876  | ANZB-9876  |
| 4  | 佐々木政勝、鈴平ひろ描き下ろしピンナップ                                | Channel 7劇中歌 Channel 8劇中歌 及び各曲off vocalバージョン                    | ANZX-9878  | ANZB-9878  |
| 5  | 佐々木政勝、ヤス描き下ろしピンナップ                                    | Channel 9劇中歌 Channel 10劇中歌 及び各曲off vocalバージョン                   | ANZX-9880  | ANZB-9880  |
| 6  | 佐々木政勝、かんざきひろ、広江礼威描き下ろしピンナップ                  | Channel 11劇中歌 Channel 12劇中歌 及び各曲off vocalバージョン                  | ANZX-9882  | ANZB-9882  |

##### 映像特典
『+Aチャンネル』（プラスエーチャンネル）は、映像特典としてBD/DVDに収録された短編エピソードである。
- 監督 - 小野学
- サブタイトル - 黒田bb
- 脚本 - 浦畑達彦
- アニメーション制作 - Studio五組
- エンディングテーマ「ハミングガール」（だい11わ）

| 巻 | 話数     | サブタイトル     | 絵コンテ | 演出     | 作画監督                       | 総作画監督 |
| -- | -------- | ---------------- | -------- | -------- | ------------------------------ | ---------- |
| 1  | だい1わ  | 制服             | 裾分雅明 | 裾分雅明 | 佐々木政勝                     | -          |
| 1  | だい2わ  | いやや           | 北條史也 | 北條史也 | 佐々木政勝                     | -          |
| 2  | だい3わ  | 参加             | 裾分雅明 | 松下周平 | 海堂ヒロユキ                   | 佐々木政勝 |
| 2  | だい4わ  | いました         | 井金小花 | 井金小花 | 佐々木政勝                     | -          |
| 3  | だい5わ  | 見せて           | 松下周平 | 松下周平 | 海堂ヒロユキ 三股浩史 松村康功 | 佐々木政勝 |
| 3  | だい6わ  | 探検             | 北條史也 | 北條史也 | 佐々木政勝                     | -          |
| 4  | だい7わ  | こんな日くらいは | 松下周平 | 松下周平 | 片岡英之                       | 佐々木政勝 |
| 4  | だい8わ  | きました         | 井金小花 | 井金小花 | 杉藤さゆり                     | 佐々木政勝 |
| 5  | だい9わ  | 怖い             | 北條史也 | 北條史也 | 杉藤さゆり                     | 佐々木政勝 |
| 5  | だい10わ | 源三さん         | 松下周平 | 松下周平 | 杉藤さゆり                     | 佐々木政勝 |
| 6  | だい11わ | キャラ弁         | 小野学   | 北條史也 | 酒井孝裕 横松雄馬              | 佐々木政勝 |

### インターネットテレビ
アニメ公式サイトにて、『AチャンネルTV』が2011年3月25日から同年7月8日まで毎週金曜更新で、計10回が配信された。出演は福原香織、内山夕実、寿美菜子、悠木碧（第4回より）。テレビアニメのBD/DVD各巻（第6巻除く）にも映像特典として収録されている。
コーナー
- フリートーク（その1）
- Aチャンネルかるた：コーナーの区切りに挿入される。
- HOW TO Aチャンネル：各キャラクターの相関図を説明する。
- ∀チャンネル：原作の4コマ漫画の流れを逆にさせ、出演陣に吹き出しを競作させるコーナー。
- 番組末テスト：各回ごとにテーマを定めた問題に解答するコーナー。
- フリートーク（その2）

また、2012年3月21日にはOVAの発売に合わせて『AチャンネルTV+smile』として復活配信された。OVAのBD/DVDにも映像特典として収録されている。

## OVA
『Aチャンネル+smile』（エーチャンネル プラス スマイル）のタイトルで、2012年3月21日に発売された。スタッフはテレビシリーズと同様であった。このOVAの制作スタッフとの企画会議が、ケイ子の登場のきっかけになった。
以上とは別に2017年に発売された「Aチャンネル Blu-ray BOX」用のOVAも制作された。

### 主題歌（OVA）
オープニングテーマ「バルーンシアター」
作詞 - こだまさおり / 作・編曲 - 神前暁 / 歌 - 河野マリナ
エンディングテーマ「スマイル方程式」
作詞 - こだまさおり / 作・編曲 - 石濱翔（MONOCA） / 歌 - るん（福原香織）、トオル（悠木碧）、ナギ（内山夕実）、ユー子（寿美菜子）

### 劇中歌（OVA）
「大切な場所」（第1話）
作詞・作曲 - hanawaya / 編曲 - 流歌 / 歌 - トオル（悠木碧）、ユタカ（又吉愛）、ミホ（斎藤桃子）
「HAPPY NEW DAYS」（第2話）
作詞 - 古屋真 / 作曲 - クマロボ / 編曲 - クマロボ、ACOMPANAR / 歌 - るん（福原香織）、トオル（悠木碧）、ナギ（内山夕実）、ユー子（寿美菜子）
「Viba鍋!よっつ星」（第3話）
作詞 - 古屋真 / 作曲 - yamazo / 編曲 - yamazo / 歌 - るん（福原香織）、トオル（悠木碧）、ナギ（内山夕実）、ユー子（寿美菜子）

### 各話リスト（OVA）
| 話数            | サブタイトル                        | 脚本     | 絵コンテ     | 演出         | 作画監督          | 総作画監督 |
| --------------- | ----------------------------------- | -------- | ------------ | ------------ | ----------------- | ---------- |
| Smile Channel 1 | やまもりパンケーキ An accident      | 浦畑達彦 | セトウケンジ | セトウケンジ | 沈宏 海堂ヒロユキ | 佐々木政勝 |
| Smile Channel 2 | 絵馬にお願い A Happy new year       | 浦畑達彦 | 小野学       | 北條史也     | 酒井孝裕 横松雄馬 | 佐々木政勝 |
| Smile Channel 3 | 鍋を食べよう Alexandrite in the pot | 浦畑達彦 | セトウケンジ | セトウケンジ | 佐々木政勝        | 佐々木政勝 |

### 放送局（OVA）
| 放送地域   | 放送局     | 放送期間                | 放送日時                     | 放送系列       | 備考                                      |
| ---------- | ---------- | ----------------------- | ---------------------------- | -------------- | ----------------------------------------- |
| 東京都     | TOKYO MX   | 2013年1月13日・20日     | 日曜 23:30 - 月曜 0:00       | 独立局         | Smile Channel 1・2を放送                  |
| 近畿広域圏 | 毎日放送   | 2014年9月19日           | 金曜 2:19 - 2:49（木曜深夜） | TBS系列        | Smile Channel 1を放送                     |
| 関東広域圏 | TBSテレビ  | 2014年9月20日           | 土曜 2:29 - 2:59（金曜深夜） | TBS系列        | Smile Channel 1を放送                     |
| 中京広域圏 | CBCテレビ  | 2014年9月20日           | 土曜 3:14 - 3:44（金曜深夜） | TBS系列        | Smile Channel 1を放送                     |
| 日本全域   | BS-TBS     | 2014年9月21日           | 日曜 0:30 - 1:00（土曜深夜） | TBS系列 BS放送 | Smile Channel 1を放送 本放送時はBS未放送  |
| 日本全域   | AT-X       | 2016年7月20日・27日     | 水曜 0:00 - 0:30（火曜深夜） | CS放送         | Smile Channel 1・2を放送 リピート放送あり |
| 日本全域   | BS松竹東急 | 2024年6月28日 - 7月10日 | 水曜 23:30 - 木曜 0:00       | BS放送         | 全3話放送                                 |

## BD-BOX
Aチャンネル Blu-ray Disc BOX
規格品番：ANZX-12081/86
初回限定生産で2017年9月27日に発売された。テレビアニメ全12話とOVA全2話、新作OVA、映像特典を収録している。特典として、オープニング・エンディング曲集CD、劇中歌CD、サントラCDなどが同梱された。

## 携帯端末関連
2011年にBIGLOBEがiPhone & Android端末向けにテレビアニメ「Aチャンネル」のアプリケーションの配信を行った。

## イベント
アニメ放送開始直前の2011年3月にアニメ コンテンツ エキスポ（ACE）内ステージで当作品のイベントが開催予定であったものの、東日本大震災の影響でACE自体が中止され、当作品のイベントも中止された。しかし、2011年8月21日に日本青年館大ホールにて「AチャンネルFes! 〜みんなで仲良くAしましょ!〜」が開催された。司会はニッポン放送の吉田尚記アナウンサーが担当した。メイン声優陣6人に加え、河野マリナも出演した。本イベントの最後にOVA化が発表された。前述の通り、BD/DVD第6巻にこのダイジェスト版が収録されている。
また、2015年には「黒田bb Aチャンネル展」が開催され、原作のカラーイラストを中心とした展示が行われた。

## タイアップ
既述の通り、Aチャンネルは芳文社が刊行してきた『まんがタイムきららキャラット』に連載されてきた。一方で、叡山電鉄は保有車両の1つとして900系電車を1997年から擁しており、これは車内からの展望に配慮した列車であり「きらら」という愛称が存在する。いずれも「きらら」が付くという縁で、これまでも『まんがタイムきらら』に掲載された作品や、芳文社とのコラボレーション企画を、叡山電車は実施してきた。その一環として、Aチャンネルの連載完結を記念して2021年1月16日から3月31日まで、本作のヘッドマークを掲出したデオ810形電車の運行が実施された。

## ゲーム
きららファンタジア
2017年12月11日リリースのiOS / Android向けアプリゲーム。
「まんがタイムきらら」シリーズの各作品が共演するロールプレイングゲームで、『Aチャンネル』からも数名のキャラクターが登場している。